# NGC 5851
NGC 5851 est une galaxie spirale située dans la constellation du Bouvier. Sa vitesse par rapport au fond diffus cosmologique est de 6 644 ± 13 km/s, ce qui correspond à une distance de Hubble de 98,0 ± 6,9 Mpc (∼320 millions d'al). NGC 5851 a été découverte par l'astronome germano-britannique William Herschel en 1791.
NGC 5851 présente une large raie HI et c'est une galaxie LINER, c'est-à-dire une galaxie dont le noyau présente un spectre d'émission caractérisé par de larges raies d'atomes faiblement ionisés.
D'après leur distance, NGC 5851 et NGC 5852 constituent une paire physique de galaxies rapprochées, mais on ne voit pas de déformation sauf dans la direction au nord-est de NGC 5851 sur l'image obtenue des données du relevé SDSS.
À ce jour, une mesure non basée sur le décalage vers le rouge (redshift) donne une distance d'environ 102,000 Mpc (∼333 millions d'al). Cette valeur est à l'intérieur des valeurs de la distance de Hubble.